# Eunomia viridissima
Eunomia viridissima är en ringmaskart som beskrevs av Risso 1826. Eunomia viridissima ingår i släktet Eunomia och familjen Phyllodocidae. Inga underarter finns listade i Catalogue of Life.